# Uči-deši
Uči-deši (内弟子; Uchi-deshi), japanski izraz za učenika koji živi i svakodnevno vježba u dođo. Ovaj izraz se koristi u raznim japanskim vještinama kao što su: kabuki, rakugo, shogi, igo, aikido, sumo, karate i ostalim japanskim borilačkim vještinama.

## Vanjske povezice
- Uchi-deshi